# Peaceful Piano
Peaceful Piano ist ein Jazzalbum der schwedischen Formation Nacka Forum. Die im Atlantis Studio in Stockholm entstandenen Aufnahmen erschienen am 18. Oktober 2024 auf Moserobie Music Production.

## Hintergrund
Das Quartett Nacka Forum, benannt nach einem Einkaufszentrum in einem Vorort von Stockholm, besteht aus Jonas Kullhammar (Holzblasinstrumente), Goran Kajfeš (Trompete), Johan Berthling (Kontrabass), Kresten Osgood (Schlagzeug) und als Gast (in „Saxnäs Superman“ und „LG's Lament“) Lars-Göran Ulander am Altsaxophon. Es ist das fünfte Album der Gruppe nach Så stopper festen (2019). Nacka Forum wurde 1999 in Stockholm gegründet und feiert mit dem Album sein 25-jähriges Jubiläum.
Kullhammer spielt in diesem Album auf elf Holzblasinstrumenten und auch Perkussion, Kajfeš wechselt auf Vintage-Blaswandler und Synthesizer sowie zur Perkussion und Osgood zu Piano, Marimba sowie Perkussion.  Das Album entstand mit Unterstützung des Statens Kulturråd.

## Titelliste
- Nacka Forum: Peaceful Piano (Moserobie Music Production – MMPCD138)[1]

1. Graden På Moset (Jonas Kullhammar) 6:07
2. A Crank of Mu (Goran Kajfeš) 4:53
3. Othello (Kresten Osgood) 5:56
4. Grønland (Kresten Osgood) 6:23
5. Saxnäs Superman (Jonas Kullhammar) 5:01
6. LG’s Lament (Ulander, Kullhammar, Kajfes, Berthling, Osgood) 4:07
7. Jemeel (Johan Berthling) 9:24
8. Lilla Maria (Jonas Kullhammar) 5:15

## Rezeption

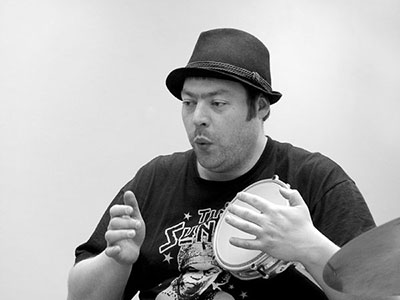
Kresten Osgood (2024)

Auf diesem energiegeladenen, erhebenden Album würde es keinen friedlichen Moment und schon gar kein „friedliches Piano“ (wie das Coverfoto bereits vermuten lasse), schrieb Eyal Hareuveni (Salt Peanuts). Kullhammars Eröffnung „Graden På Moset“ zeige sein dichtes Zusammenspiel mit Kajfeš und die Art und Weise, wie diese beiden Musiker sich gegenseitig mit feurigen Ideen versorgen, während sie die treibende Rhythmusgruppe von Berthling und Osgood genießen würden. Kajfeš’ „A Crank of Mu“ korrespondiert mit Don Cherrys Mu-Alben (1969/70) und hier verstärke Osgoods Klavier den ansteckenden Post-Bop-Groove. Osgoods hypnotisches „Othello“ vertieftedas Gefühl der völligen Hingabe an die jenseitige Magie von Nacka Forum, gewürzt mit Kajfeš‘ Sun-Ra-angehauchten Vintage-Synthesizern.
Der legendäre schwedische Altsaxophonist Lars-Göran Ulander, mittlerweile 81 Jahre alt, würde Kullhammars „Saxnäs Superman“  mit seinem freiem, multidirektionalem Spiel eine entspannte und dabei verspielte, unterhaltende Atmosphäre verleihen, während das folgende „LG’s Lament“ eine zurückhaltende und lyrische, kollektive Improvisation sei, so der Autor weiter. Berthings einzige Komposition „Jemeel“ sei eine gefühlvolle Hommage an den 2021 verstorbenen amerikanischen Free-Jazz-Saxofonisten Jemeel Moondoc. Dieses großartige Album ende mit Kullhammars rätselhaftem „Lilla Maria“. Peaceful Piano würde das bieten, was das Nacka Forum „süße und sanfte Musik“ nennt, die in einer gerechteren und besseren Welt die Playlists auf der ganzen Welt dominieren würde.
Groove und Growl seien die Hauptzutaten dieser berauschenden Mischung – der Veröffentlichung zum 25-jährigen Jubiläum des Quartett-Ensembles, schrieb Dave Sumner (Daily Bandcamp). Wie man es von einer schwedischen Jazz-Session erwarten würde, sind die Melodien hier dick, fließen langsam und können in alle Richtungen spritzen, während die Tempi eine hüpfende Bewegung annehmen, die einen gewissen Fluss und eine gewisse Unvorhersehbarkeit behalte.